# Oskar Samter

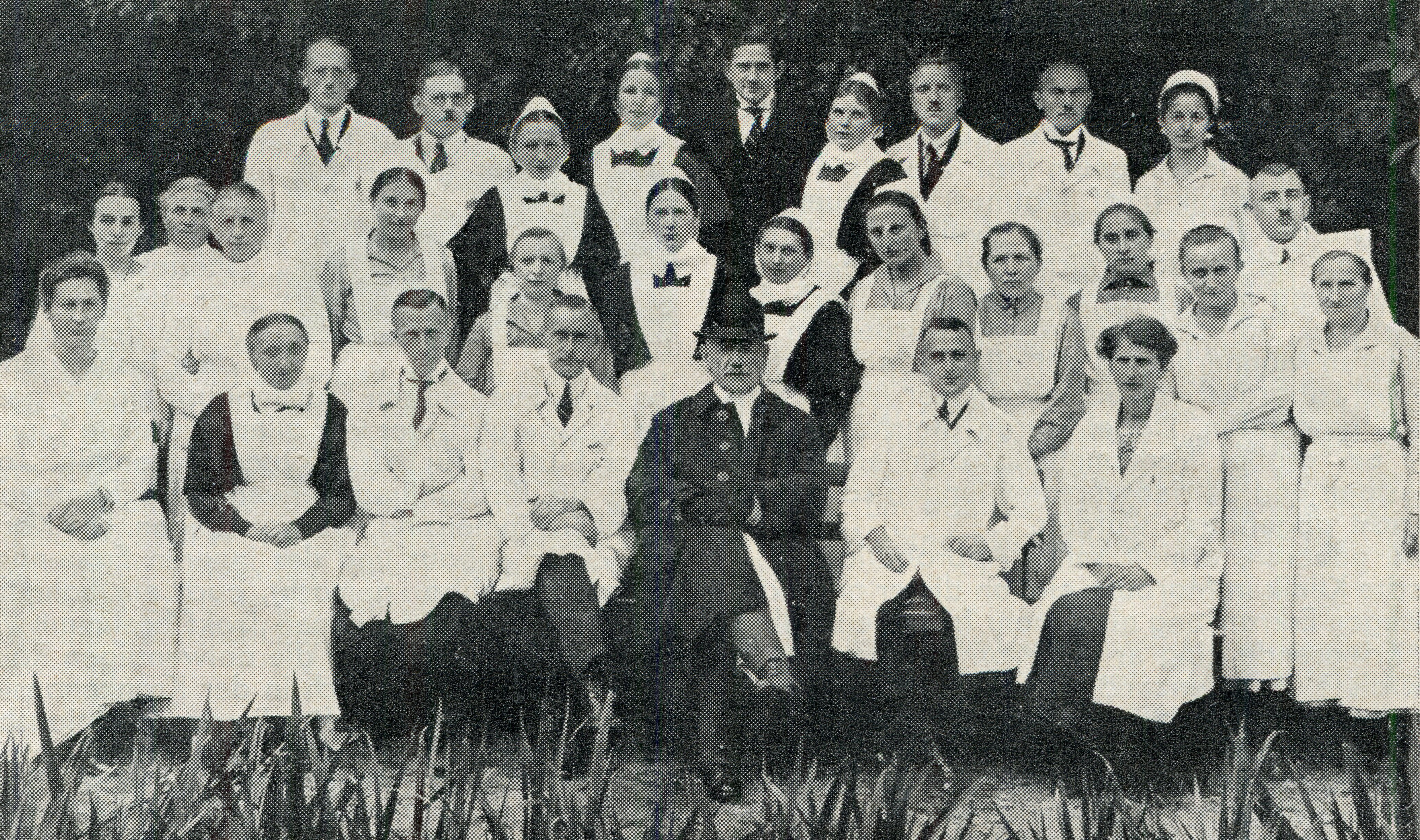
Oskar.Samter und seine Mitarbeiter

Emil Oskar Samter (23. April 1858 in Posen – 12. Januar 1933 in Königsberg). Hochschullehrer und Direktor an der Chirurgischen Abteilung des Städtischen Krankenhauses Königsberg

## Leben
Als Sohn des Sanitätsrats Joseph Samter, jüdischer Religionszugehörigkeit, besuchte Oskar Samter in Friedrich-Wilhelms-Gymnasium (Posen). Nach dem Abitur studierte an der Universität Breslau Medizin. Als Assistenzarzt blieb er bis 1881 in Breslau. Verheiratet war er mit einer Tochter des Dermatologen Julius Caspary (1838–1911). Mit ihr betätigte er sich sowohl politisch als Mitglied in der nationalliberalen Deutschen Volkspartei als auch kulturell, z. B. als Vorstandsmitglied der Freunde der Sinfoniekonzerte (KAZ)

### Beruflicher Werdegang
Während seiner Assistenzarzttätigkeit in Breslau wurde Samter zum Dr. med. promoviert.
Es folgten zwei Jahre am Städtischen Krankenhaus Danzig, sowie Weiterbildung 1884/85 in Leipzig und München. 1887–1890 arbeitete er als Assistenzarzt an der Chirurgischen Universitätsklinik Königsberg unter Karl Schönborn und Johann von Mikulicz-Radecki. Von 1898 bis 1921 wurde er Leitender Arzt an der Äußeren Abteilung der Städtischen Krankenanstalten, habilitierte sich zwischenzeitlich (8. April 1891) und wurde 1921–1926 als Hochschullehrer und Professor Direktor dieses Städtischen Krankenhauses. Da Samter nach seinem Vertrag keine Privatpatienten stationär behandeln durfte, gründete er eine Privatklinik in der Straße Hintertragheim, die auch von anderen Ärzten (Dr. Peschties) mitbelegt wurde. 1926 wurde die Privatklinik an den Gynäkologen Dr. Kurt Hennig verkauft. Obwohl er 1926 aus dem Dienst ausschied, taucht sein Name in der von den Nationalsozialisten erstellten „Deutschen Auskunftei“ auf. Durch seinen Tod, der an anderer Stelle mit „Anfang 1931“ angegeben wird, konnte der Eintrag nicht mehr zu seinem Unheil führen. So blieb er als äußerst belesener und beliebter Chirurg der Krankenanstalten in der Erinnerung seiner Mitarbeiter.

### Wissenschaftliches Werk
Seine wissenschaftlichen Publikationen behandeln die operative Technik und besonders neue Operationsmethoden auf dem Gebiet der Orthopädie, sowie speziell der Gesichtsplastik z. B. nach Kriegsverletzungen. Überliefert ist sein Aufsatz in der „Ostpreußischen Arztfamilie“.